# Pardal de bardissa europeu
El pardal de bardissa europeu, pardal de bardissao xalambrí a les Balears (Prunella modularis) és una espècie d'ocell de la família dels prunèl·lids (Prunellidae). És comú a l'hivern a tots els Països Catalans, llevat del sud del País Valencià i les Pitiüses.
És una de les espècies més sovint parasitades pel cucut. Pot arribar a viure 9 anys.
El seu estat de conservació es considera de risc mínim.

## Taxonomia
Alguns taxònoms han suggerit recentment que el pardal de bardissa s'hauria de segmentar en tres espècies, de tal forma que la subespècie ibèrica (P. m. mabbotti) i la de l'orient mitjà (P. m. obscura) siguin elevades del seu rang actual de subespècie.

## Morfologia
Fa 15 cm de llargària total i 21 cm d'envergadura alar. Pesa 20 g. És semblant al pardal comú, però se'n diferencia en el fet que és més esvelt i en què el seu bec és fi i fosc. Té les celles, la gola i el pit grisos i el dors bru amb ratllat fosc. No presenta dimorfisme sexual.

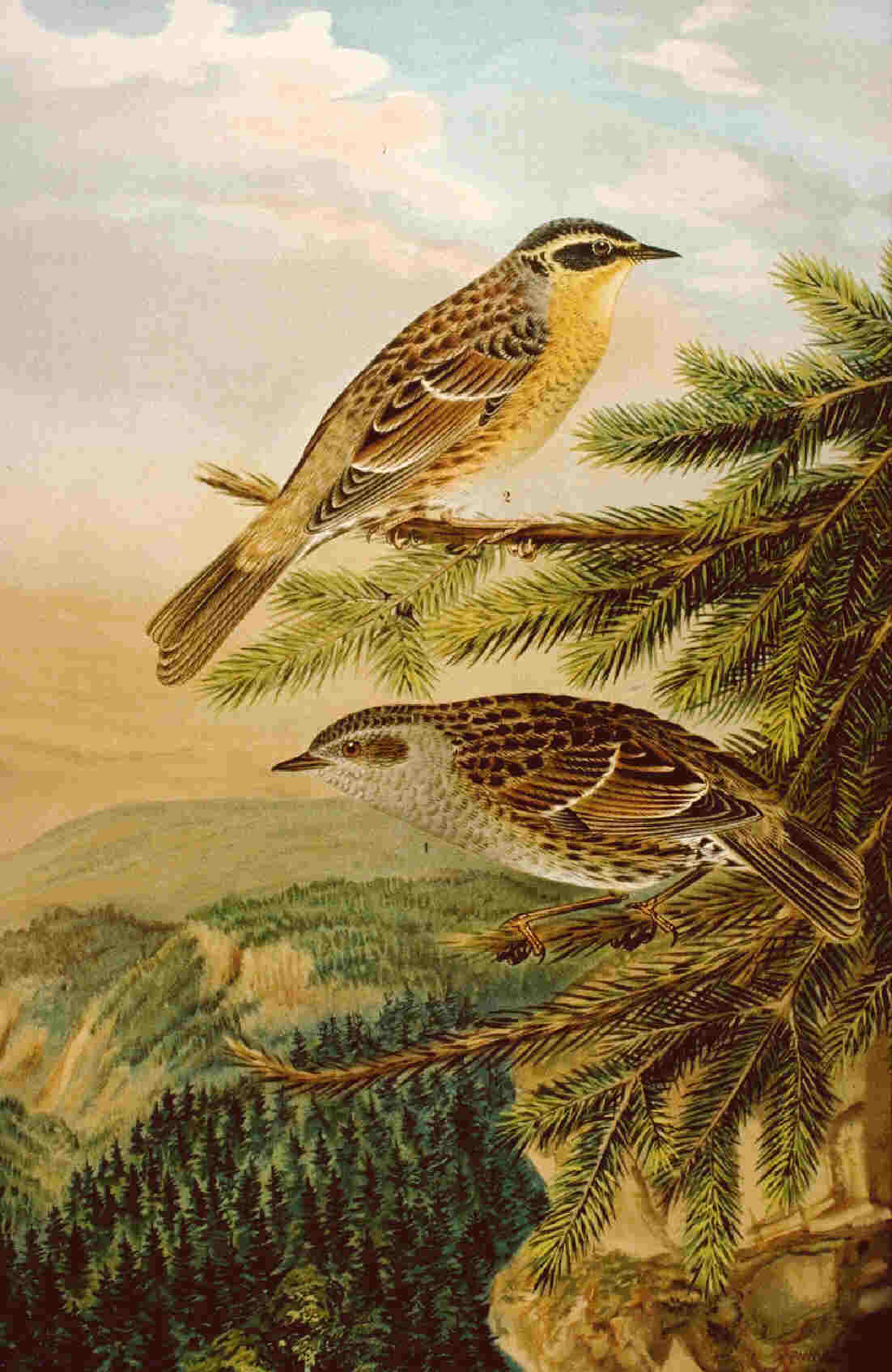
Il·lustració de Prunella modularis -a baix- i Prunella montanella -dalt de tot- (circa 1905).

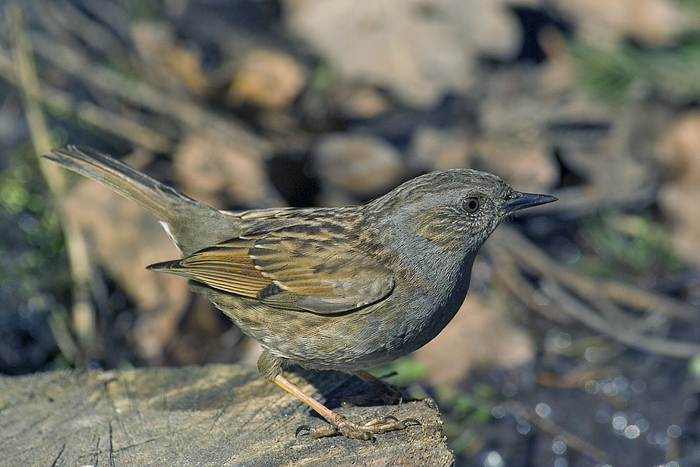
Pardal de bardissa

## Distribució i hàbitat
Viu a Euràsia i fou introduït a Nova Zelanda entre 1867 i 1882.
Ocupa els medis arbustius ben desenvolupats especialment les brugueres i les gatoveres. Pot criar fins als 2000 m d'altitud ocupant els matollars de bruc (Erica vagans) i bàlec (Cytisus purgans) on és localment molt abundant. A l'hivern ocupa el sotabosc dels pinars i alzinars, les bardisses i els secans abandonats amb creixement d'ullastres (Olea europea) i mates (Pistacea lentiscus).

## Ecologia
S'alimenta en terra menjant llavors, insectes i llurs larves, i aràcnids. Fa un crit estrident. Camina a passes curtes i ajupit. És molt discret però no pas tímid. Aquest ocell terrejant pot ésser monògam o polígam (no és estrany trobar-ne niuades alimentades per una femella i dos mascles a la vegada)
A l'hivern arriben exemplars extra-pirinencs que, junt amb els indígenes de l'alta muntanya, baixen a la terra baixa per ocupar les bardisses, però en aquest cas les situades entre conreus o a la vora dels rierols, puix que durant aquesta època freda canvien els seus hàbits alimentaris i es dediquen a cercar llavors.
Nia gairebé a tot Europa, fins als Pirineus i el nord de la península Ibèrica. La seua àrea de nidificació als Països Catalans està circumscrita a les zones humides muntanyenques (als Pirineus i als Ports de Beseit), on fa un voluminós niu amagat dins les mates i a les bardisses, a la vora dels boscos i en els prats alpins. El niu està fet de molsa i herba, amb un revestiment de llana i pèl i en el seu interior la femella covarà els 3-5 ous blavencs corresponents durant 13 dies, més o menys els mateixos que, ambdós pares, necessitaran per nodrir els petits que en neixin. De vegades poden fer 3 cries. No cria a les Balears.